# Брад (Берешти-Бистрица)
Брад (рум. Brad) насеље је у Румунији у округу Бакау у општини Берешти-Бистрица. Oпштина се налази на надморској висини од 214 m.

## Становништво
Према подацима из 2002. године у насељу је живело 208 становника, од којих су сви румунске националности.